# Marinus Somers
Marinus Somers (Vlissingen, 26 november 1920 – Oosterhout, 17 januari 1995) was een Nederlands politicus van de KVP en later het CDA.
Nadat hij afgestudeerd was in de rechten aan de Katholieke Universiteit Nijmegen ging hij in 1950 werken bij de gemeentesecretarie van Groede. Hij was daar eerste ambtenaar ter secretarie voor hij in november 1960 benoemd werd tot burgemeester van Hoedekenskerke. In 1968 werd hij daarnaast waarnemend burgemeester van zowel Heinkenszand als Ovezande. Bij de grote Zeeuwse gemeentelijke herindeling in 1970 gingen die drie gemeenten met nog meerdere andere gemeenten op in de nieuwe gemeente Borsele en werd Somers de burgemeester van Hontenisse. In december 1985 ging hij daar met pensioen waarna hij verhuisde naar Oosterhout. Daar overleed Somers op 74-jarige leeftijd.